# Wie Brüder im Wind
Wie Brüder im Wind ist ein österreichisches Filmdrama aus dem Jahr 2016. Regie führten Gerardo Olivares und Otmar Penker. Der Film startete am 28. Jänner 2016 in Deutschland sowie am 29. Jänner 2016 in Österreich.

## Handlung
Lukas lebt mit seinem Vater in der österreichischen Bergwelt. Durch Lukas indirekt verschuldet, ist seine Mutter Maria verstorben; seitdem spricht er nicht mehr. Sein Vater kompensiert den Verlust durch ein ruppiges Auftreten, mit dem er sich von seinem Sohn entfernt.
Als Lukas einen Adler findet, der aus dem Nest gestoßen wurde, beschließt er, ihn großzuziehen – heimlich, weil der Vater die Adler als Räuber seiner Schafe verfolgt. Lukas tauft den Adler auf den Namen Abel und hat somit einen Freund und Begleiter gefunden, der ihm die Zuneigung gibt, die ihm vom Vater verwehrt bleibt. Er beginnt allmählich wieder zu sprechen und bekommt bei der Aufzucht Unterstützung von Förster Danzer. Er zeigt Lukas, wie man den Adler richtig füttert und ihn das Fliegen lehrt.
Lukas wird allerdings klar, dass es Abel auf kurz oder lang zurück in die Wildnis zieht. Als Abel in die Freiheit fliegt, vermisst ihn Lukas so sehr, dass er sich auf die Suche nach Abel macht.

## Produktion

### Hintergrund
Das Fundament für das Filmprojekt legten die beiden Filmemacher Otmar Penker (Prinz der Alpen) und Gerald Salmina (Mount St. Elias) mit der Idee, ihre Erfahrungen im Tierfilmbereich auf eine fiktive Geschichte umzulegen. Penker übernahm die Naturaufnahmen, und Olivares die fiktionalen Aufnahmen. Als Produzent mit langjähriger Erfahrung im Naturdokumentarfilmbereich fand sich Walter Köhler, CEO der Terra Mater Factual Studios.

### Dreharbeiten
Gedreht wurde im österreichischen Tirol und Kärnten sowie dem italienischen Südtirol. Um ausreichend Zeit für die aufwendigen Dreharbeiten in den Alpen zu haben, begannen die Natur- und Tieraufnahmen bereits 2011, als es noch kein fertig ausgearbeitetes Drehbuch gab. Hierfür drehte ein kleines Team, unter teils schwersten logistischen Bedingungen, im alpinen Gelände des Nationalpark Hohe Tauern. Der fiktionale Part der Dreharbeiten wurde in drei Drehblöcke gegliedert und im Februar 2015 beendet.
Um dem Anspruch, noch nie dagewesene Tieraufnahmen zu zeigen, gerecht zu werden, arbeitete man eng mit Paul Klima (Falkenhof Lenggries), Franz Schüttelkopf und anderen Falknern der Adlerarena Burg Landskron zusammen. Die Adler wurden an Helikopter und Ultraleicht-Trikes gewöhnt, so dass man sie während ihrer Flüge hautnah begleiten konnte. Außerdem wurde in Zusammenarbeit mit dem Fraunhofer-Forschungsinstitut eine hochauflösende Miniatur-Kamera entwickelt, die Aufnahmen aus der Perspektive des Adlers ermöglichte.

### Besetzung
Für die Hauptrolle wurde Manuel Camacho von Olivares in das Projekt eingebracht. Beide hatten bereits bei dem Film Wolfsbrüder eng zusammengearbeitet. Die Rolle des Förster Danzer, die auch als Erzähler innerhalb des Films fungiert, wurde Jean Reno auf den Leib geschrieben. Die Rolle des Vaters Keller wurde mit Tobias Moretti besetzt, der kurz zuvor eine ähnliche Antagonistenrolle in Das finstere Tal gespielt hatte.
Der ausgewachsene Adler wurde von dem Steinadler Sky aus dem Falkenhof Lenggries dargestellt. Auch der Steinadler Alexander der Große von der Adlerarena Landskron wirkte in dieser Rolle mit.

## Synchronisation
- Danzer und Off-Sprecher: Joachim Kerzel
- Keller: Tobias Moretti
- Lukas: Nico Polly